# Bretigney-Notre-Dame
Bretigney-Notre-Dame é uma comuna francesa na região administrativa de Borgonha-Franco-Condado, no departamento de Doubs. Estende-se por uma área de 5,62 km². Em 2010 a comuna tinha 113 habitantes (densidade: 20,1 hab./km²).